# 루트비히 티크
요한 루트비히 티크(Johann Ludwig Tieck, 1773년 5월 31일 ~ 1853년 4월 28일)는 독일의 시인, 소설가이다.

## 생애
베를린에서 상인의 아들로 태어나 소년 시절부터 바켄로더(W.H. Wackenroder)와 친교를 맺고 같은 대학에서 배웠다. 이후 각지의 대학에서 문학 및 문헌학을 배웠다.
1797년부터 베를린의 니콜라이 문하에 들어가 계몽주의의 영향을 받으나 1799년 예나에서 슐레겔 형제나 노발리스 등 초기낭만주의 문인과 사귀며 낭만주의로 전향한다. 피히테, 괴테, 실러 등과 사귀고 바켄로더(W.H. Wackenroder)와의 공작(共作)으로 전기 낭만주의를 대표하는 작가가 되었다.
후일 각지에 전거 (轉居) 하면서 외국 생활을 경험하고 극장 일에도 종사하였다. 그의 작품엔 서정시·산문·희곡 등이 있으며 폭 넓은 작품활동을 하였다.
초기의 대표적 희곡은 문단의 양상을 희화화한 풍자극 <장화 신은 고양이>인데 후에 사실적 작풍으로 옮겼다. 1801년에 드레스덴으로 이주, 중세문학과 셰익스피어 번역을 이어받아 슐레겔-티크판(版)을 완성시킨 이외에도 벤 존슨의 희극이나 <돈키호테(Don Quixote)>의 소개, 렌츠(M.R.Lenz), 클라이스트, 노발리스(Novalis)의 전집을 편집, 간행한 공적은 크다.

## 작품
그의 시는 때때로 기교에 치우치는 경향이 있었으나 낭만주의의 회화적·음악적 서정의 표현에 뛰어난 바 있다. 산문 중에서는 특히 동화 가운데 뛰어난 것이 많았고, 장편소설 《프란츠 슈테른발트의 방랑》(1798년) 은 예술가를 주인공으로 하는 소설의 좋은 예이다. 여기에는 바켄로더와의 우정이 반영되어 있다. 희곡으로는 동화극 《장화 신은 고양이》(1797년) 가 대표작이다.